# Léon Benouville
François Léon Benouville, född den 30 mars 1821, död den 16 februari 1859, var en fransk målare, bror till Jean-Achille Benouville.
Benouville är känd genom Den helige Franciscus död (1853), Kristna martyrer i en romersk amfiteater (1855), Poussin på Tiberstranden (1857) samt goda porträtt.